# Peder Thomas Pedersen
Peder Thomas Pedersen (* 10. September 1973 in Roskilde, Dänemark) ist ein dänischer Schauspieler, Komponist und Musiker.

## Karriere
Pedersen, ein Musiker und autodidaktischer Schauspieler, bekannt für Gramsespektrum, Breaking Bad und Comeback (2015), wuchs in Greve auf und begann Anfang der 1990er Jahre als Scratch- und Mix-DJ. Mitte der 1990er Jahre begann er zusammen mit dem dänischen DJ Knud Hip-Hop auf DR P3 zu machen. Die beiden verbrachten ebenso viel Zeit mit lustigen Features wie mit Musik. Er setzte diesen Weg später fort, als eine Hälfte des legendären Gramsespektrum und später bei WulffMorgenthaler und Dolph und Wulff. Er wirkte in einer Reihe von Filmen mit und produzierte zusammen mit Asger Baden Filmmusik. Er spielte in den Filmen Look to the Left, There's a Swede, Kinamand, Adult People, Allegro sowie in der Fernsehserie The Eagle und dem Weihnachtskalender Mikkel and the Gold Card. Außerdem war er der Tonmann für die Lautsprecherbox aus der YouSee TV-Werbung. Er begann als Mitglied des Produzentenkollektivs The Prunes, das mit Namen wie den Beastie Boys, The Roots, Dj Vadim und Malk De Koijn zusammengearbeitet hat. Im Jahr 2007 veröffentlichte er sein preisgekröntes SoloalbumAnd He Just Pointed to the Sky bei Ubiquity Records. Das Album wurde von Ekstra Bladet zum zweitbesten dänischen Album des Jahres 2007 gewählt. 1998 rief Pedersen mit Simon Bonde die erfolgreiche dänische Comedy-Show Gramsespektrum ins Leben, für die er 1999 den dänischen Grammy erhielt.

## Filmografie (Auswahl)

### Spielfilme
- Se til venstre, der er en svensker (2003)
- Kinamand (2005)
- Voksne mennesker (2005)
- Allegro (2005)
- Comeback (2015)
- Father of Four – On the Sunny Side! – Far til fire i solen (2018)
- Brakland (2018)
- De frivillige (2019)
- Suicide Tourist – Selvmordsturisten (2019)
- Lille sommerfugl (2020)

### TV-Serien
- Ørnen (2004–2006)
- Manden med de gyldne ører (2009)
- Countdown Copenhagen – Gidseltagningen (2017–2017)
- Advokaten (2018)
- Friheden (2018–2021)
- Countdown Copenhagen II – Gidseltagningen II (2019)
- Riviera (2017–2020)
- Sommerdahl (2020–2021)
- Der Kastanienmann – Kastanjemanden (2021)
- Elfen – Nisser (2021)

Quellen:

## Musik/Bands
- Gramsespektrum (1996 – 1998)

- Pelding

- Nobody Beats The Beats

## Auszeichnungen
- 1999: Dänischer Grammy